# Territoriale evolutie van Zwitserland
De territoriale evolutie van Zwitserland begon bij de oprichting van de Confederatie van de III kantons. De laatste grenswijziging vond plaats in 1996.

## Confederatie van de III kantons (1291-1332)
1 augustus 1291

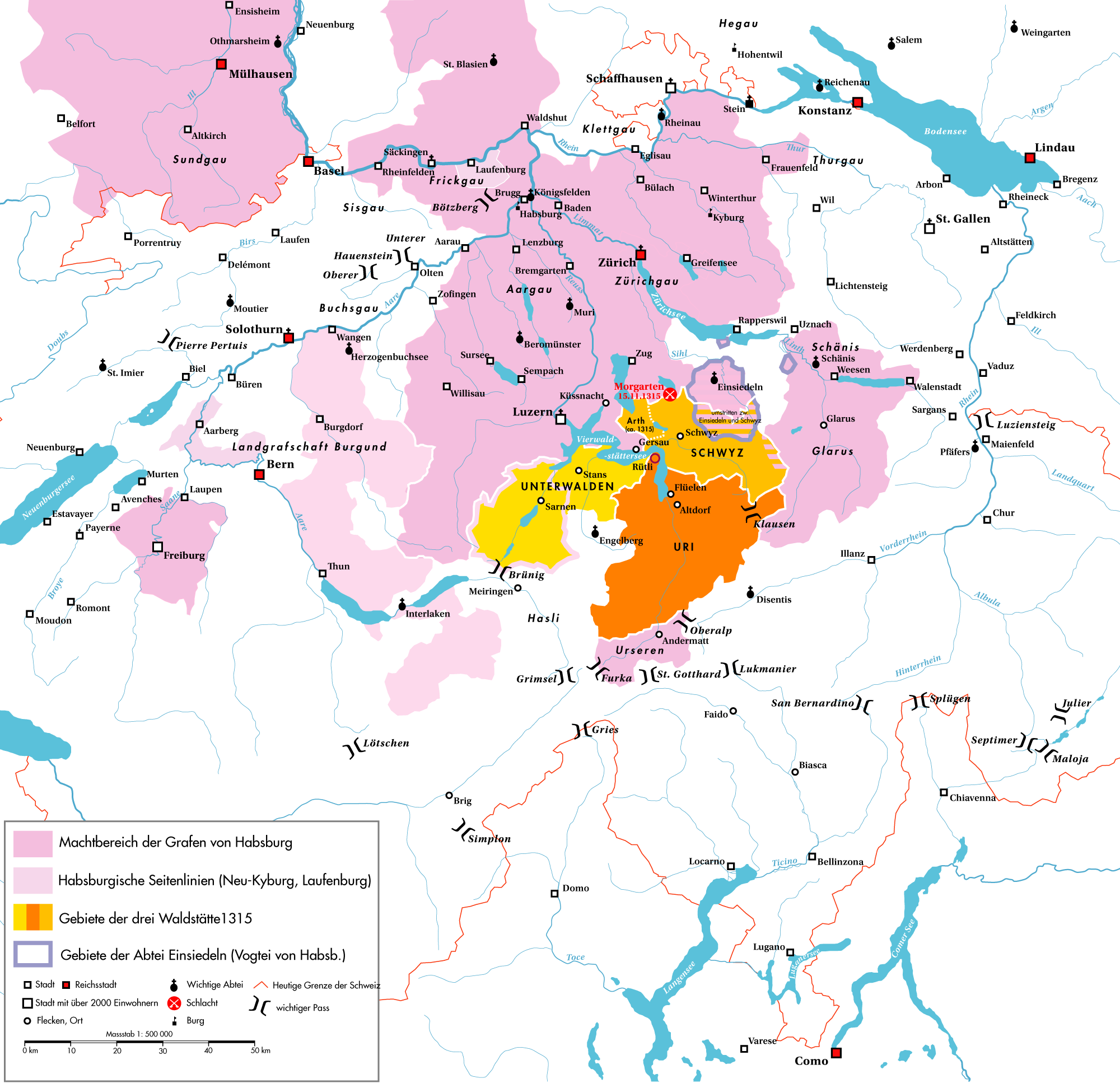
Kaart van de Confederatie van de III kantons in 1315.

Enkele notabelen van de kantons Uri, Schwyz en Unterwalden sloten op vermoedelijk 1 augustus 1291 de Bondsbrief van 1291, waarbij de Confederatie van de III kantons werd opgericht.
1317
Het Blutgericht in de Voogdij Urseren komt in handen van de adel van het kanton Uri.
1323
Alliantie tussen de Confederatie van de III kantons en de stad Bern.
1324
Bern annexeert Laupen.

## Confederatie van de VIII kantons (1332-1481)

#### 14e eeuw
1332

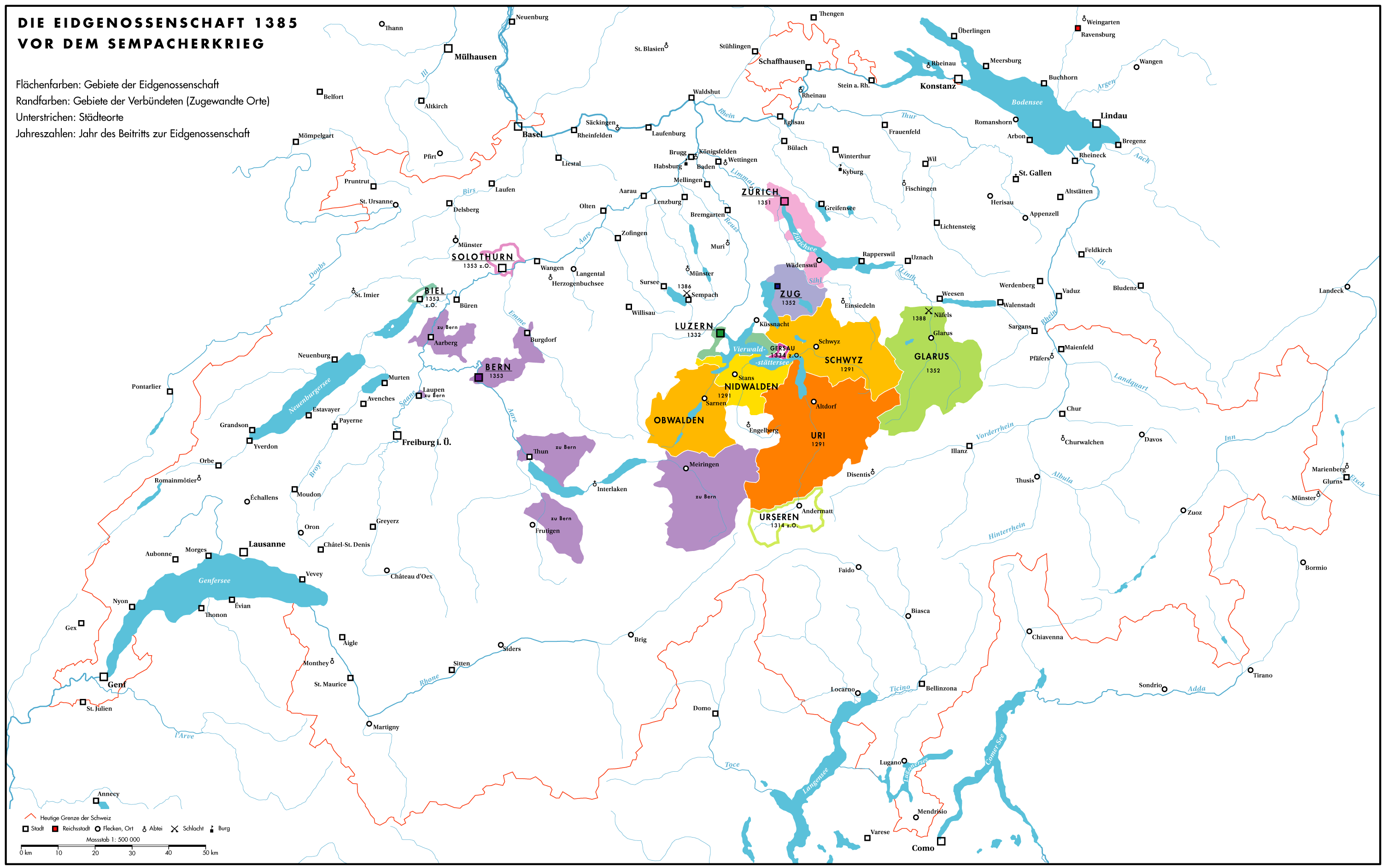
Kaart van de Confederatie van de VIII kantons in 1385, kort na de Slag bij Sempach.

Luzern wordt het vierde kanton van de Confederatie.
1332
Weggis sluit een associatieverdrag met de Confederatie.
1332
Alliantie tussen de Republiek Gersau met Schwyz.
1334
Bern annexeert Hasli en Meiringen.
1338
De Tessenberg wordt een heerlijkheid van Bern en het bisdom Bazel.
1344-1382
Bienne sluit associatieverdragen met de Fribourg, Bern en Solothurn. Voordien hing Bienne af van het bisdom Bazel.
1351
De stad Zürich sluit zich als vijfde kanton aan bij de Confederatie.
1352
Zug sluit zich als zesde kanton aan bij de Confederatie.
1352
Glarus sluit zich als zevende kanton aan bij de Confederatie.
1353
De stad Bern sluit zich als achtste kanton aan bij de Confederatie, wat de oprichting van de Confederatie van de VIII kantons inluidt. Solothurn sluit een associatieverdrag met de Confederatie.
1353
Morat en Payerne sluiten een associatieverdrag met Bern.
1357
De Abdij van Einsiedeln wordt een protectoraat van Schwyz.
1380
Luzern annexeert Weggis, die de heerlijkheid Waggis wordt.
1384
Bern annexeert Thun en Berthoud.
1386
Bern annexeert Unterseen en de Simmevallei.
1388
La Neuveville wordt een protectoraat van Bern; ze blijft echter ook afhangen van het bisdom Bazel.
1400
Bern annexeert Frutigen.

#### 15e eeuw
1402
Küssnacht wordt bij Schwyz gevoegd.
1403

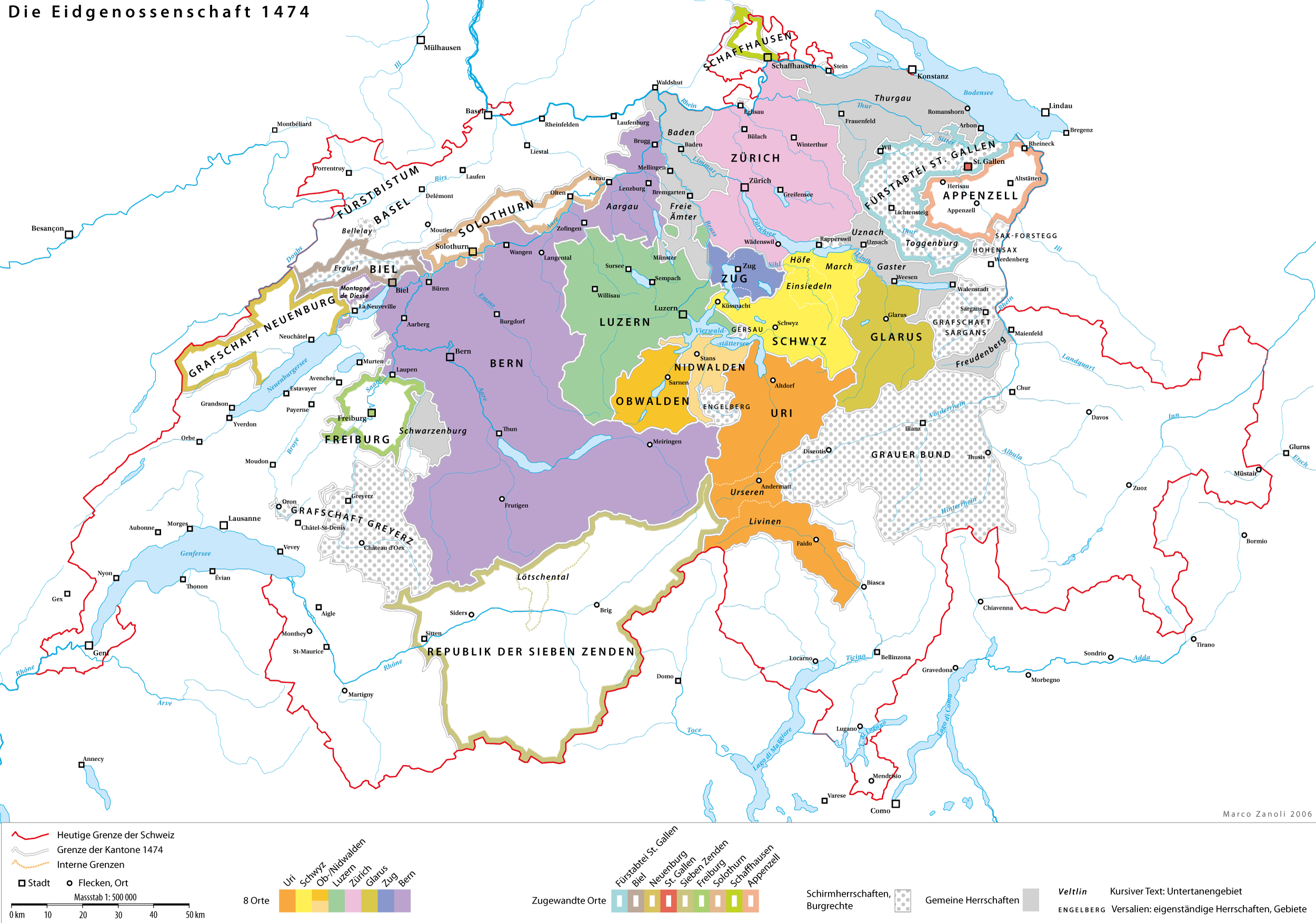
Kaart van de Confederatie in 1474, voor de Bourgondische Oorlogen.

Uri annexeert de Rivera en de Valle Leventina.
1405
Het district March wordt bij Schwyz gevoegd.
1406
Neuchâtel sluit een associatieverdrag met Bern en Solothurn.
1407
Bellinzona sluit een associatieverdrag met Uri en Obwalden.
1410
Uri annexeert de voogdij Urseren; deze voogdij behoudt echter wel privileges.
1411
Appenzell associeert zich met de Confederatie.
1414
De abdij Bellelay wordt een protectoraat van Bern, Bienne en Solothurn; deze blijft echter liggen onder de jurisdictie van het bisdom van Bazel.
1415
Op vraag van keizer Sigismund valt de Confederatie Frederik IV van Oostenrijk aan. Bern annexeert Aargau.
1416
De Republiek van de Zeven Gemeenten, een onafhankelijke republiek uit Wallis, associeert zich met Uri, Unterwalden en Luzern.
1419
Annexatie van Bellinzona en enkele omliggende gebieden door Uri. Later wordt het een confederaal condominium.
1422
Uri verliest Bellinzona (geannexeerd in 1419) en Rivera en de Valle Leventina (geannexeerd in 1403).
1423
Schwarzenburg wordt een heerlijkheid van Bern en Fribourg.
1425
De abdij Engelberg wordt een protectoraat van Luzern, Uri, Schwyz en Unterwalden.
1436
Toggenburg wordt een protectoraat van Schwyz en Glarus.
1437
Uznach wordt tevens een protectoraat van Schwyz en Glarus. Het Graafschap Sargans associeert zich met dezelfde kantons.
1438
Het district Gaster wordt een protectoraat van Schwyz en Glarus.
1439
Bern annexeert la basse vallée de la Simme.
1440
Uri herovert de Valle Leventina. Höfe wordt bij Schwyz ingedeeld.
1446
De Republiek van de Zeven Gemeenten, een onafhankelijke republiek uit Wallis, associeert zich nu ook met Bern. Eerder, in 1410, associeerde het zich reeds met Uri, Unterwalden en Luzern.
1451
De abdij van Sankt Gallen sluit een associatieverdrag met Schwyz, Luzern, Zürich en Glarus.
1452
Appenzell wordt een bondgenoot van de Confederatie.
1454
Fribourg associeert zich met de Confederatie.
1454
De keizerlijke stad Sankt Gallen gaat een associatieverdrag aan met Schwyz, Luzern, Zürich, Glarus, Zug en Bern.
1458
Sargans wordt een condominium van alle kantons, behalve van Bern.
1458
De heerlijkheid Sax-Forstegg sluit een associatieverdrag met Zürich.
1459
Stein am Rhein sluit een associatieverdrag met Zürich en Schaffhausen.
1460
Thurgau wordt een condominium van alle kantons, behalve van Bern.
1460
De abdij Pfäfers wordt een condominium van alle kantons, behalve van Bern.
1464
Rapperswil, wordt een protectoraat van Uri, Schwyz, Unterwalden et Glarus.
1466
Bern et Solothurn sluiten een militair bondgenootschap af met de Republiek Mulhouse.
1475
De heerlijkheden Morat, Grandson en Orbe en Échallens worden gemeenschappelijke heerlijkheden van Bern en Fribourg.
1475
Saint-Maurice en Nendaz worden bij Wallis gevoegd.

## Helvetische Republiek (1798-1803)
28 maart 1798

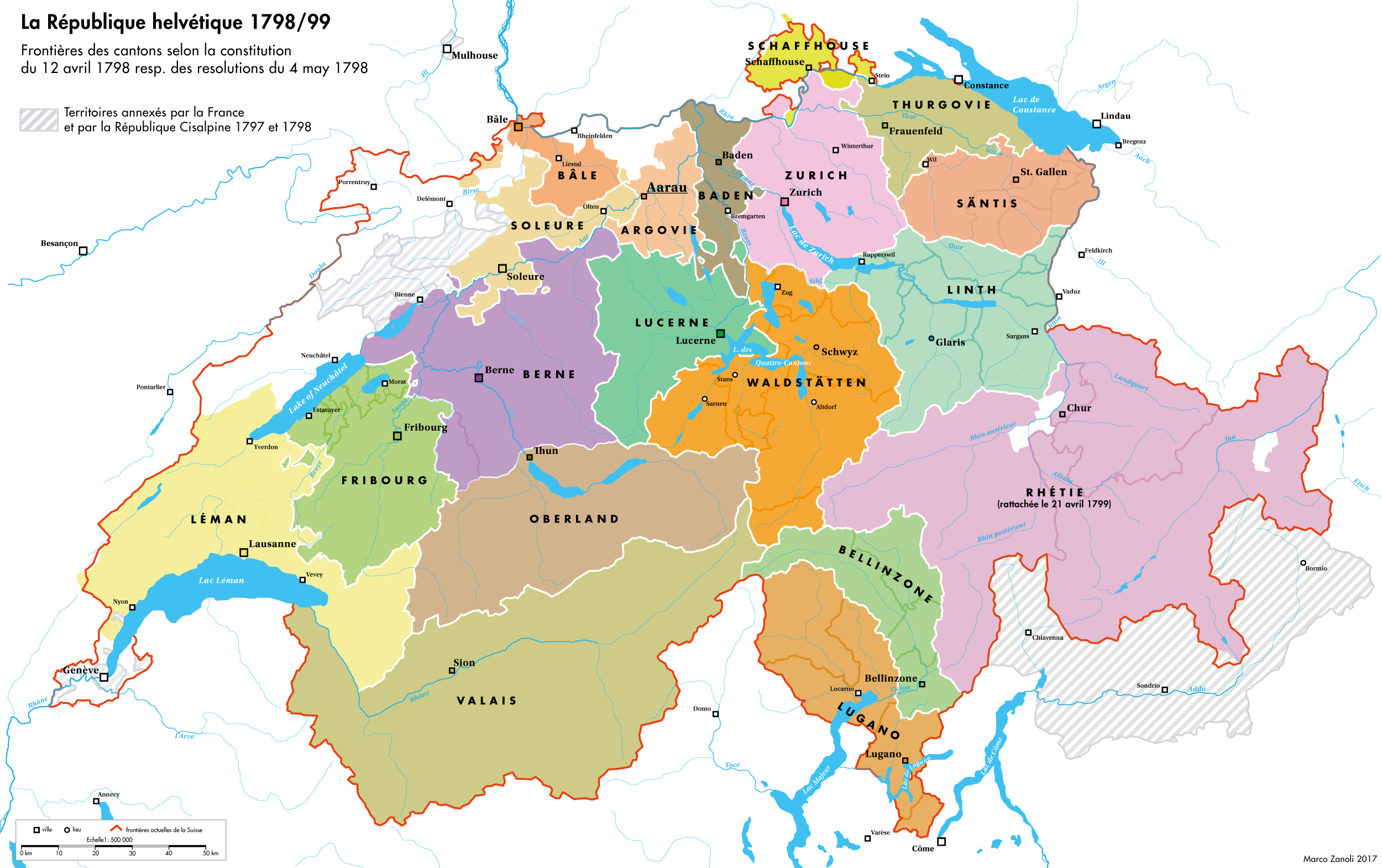
Kaart van de Helvetische Republiek tussen 1798 en 1799.

Afkondiging van de Helvetische Republiek, na de Franse veldtocht in Zwitserland. Het Zwitserse grondgebied wordt volledig heringedeeld volgens een sterk gecentraliseerde structuur, wat ingaat tegen de eeuwenlange confederale Zwitserse traditie. De volgende kantons worden hierbij nieuw opgericht:
- Sankt Gallen;
- Sargans, een kanton dat slechts kortstondig zou bestaan;
- Aargau;
- Thurgau;
- en Wallis.

Het Vorstendom Neuchâtel wordt dan weer afgestoten en valt onder de invloedssfeer van de koning van Pruisen, een situatie die zou duren tot de Neuchâtelcrisis in 1856.
11 april 1798
Het kanton Baden wordt opgericht. Het is een afsplitsing van het kanton Zug.
1798
De kantons Uri, Schwyz, Unterwalden en Zug worden opgenomen in het nieuwe kanton Waldstätten. De kantons Glarus en Sargans worden opgenomen in het kanton Linth. De kantons Appenzell en Sankt Gallen worden opgenomen in het kanton Säntis.
21 maart 1799
Annexatie van de Drie Bonden en oprichting van het kanton Rätien.
20 februari 1802
Oprichting van het kanton Fricktal
Oktober 1802
Het kanton Wallis wordt opgeheven en vervangen door de Rhodaanse Republiek.

## Confederatie van de XIX kantons (1803-1815)

Kaart van de Confederatie van de XIX kantons.

De Fransen stapten met de Mediationsakte van 19 februari 1803 af van de centralistische staatsstructuur (die de Fransen nota bene vijf jaar eerder zelf hadden ingevoerd) en reorganiseerden de Confederatie volgens een federaal systeem. Hierbij werden de kantons hersteld zoals die bestonden voor 1798. Aargau, Graubünden, Sankt Gallen, Ticino, Thurgau et Vaud werden volwaardige kantons.
1809
Het Keizerrijk Oostenrijk staat de enclave Tarasp af aan Frankrijk, die het bij het kanton Graubünden voegt.

## Confederatie van de XXII kantons (1815-1848)
1814-1815

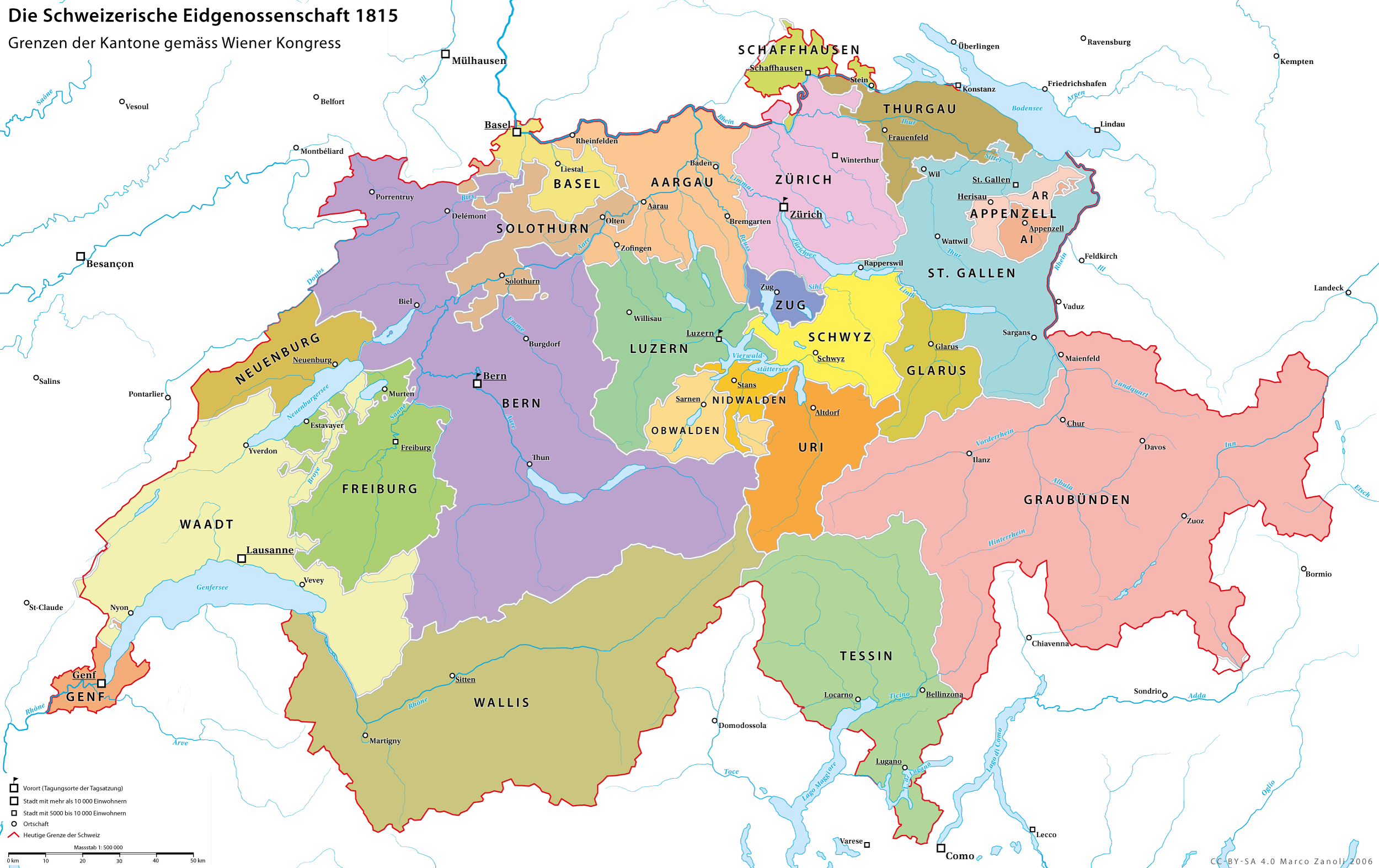
Kaart van de Confederatie in 1848.

Na de val van Napoleon Bonaparte en zijn Eerste Franse Keizerrijk en de afschaffing van de Mediationsakte werden de territoriale structuren van de Confederatie van de XIX kantons behouden. De politieke structuren verdwenen echter. Na het Congres van Wenen werden volgende wijzigingen toegebracht aan het Zwitserse grondgebied:
- Bern annexeert Bienne en een stuk van de Jura;
- toetreding van de kantons Genève, Neuchâtel en Wallis tot de Confederatie.

Door de toetreding van drie nieuwe kantons ontstond de Confederatie van de XXII kantons.
1831
Afscheiding van het nieuwe kanton Ausserschwyz van kanton Schwyz.
1833
Herintegratie van het kanton Ausserschwyz in het kanton Schwyz.
1833
Splitsing van het kanton Bazel in de kantons Basel-Landschaft en Basel-Stadt.

## Bondsstaat Zwitserland (sinds 1848)
12 september 1848

De hedendaagse 26 kantons van Zwitserland.

Na de Sonderbund-oorlog wordt op 12 september 1848 de Zwitserse Grondwet aangenomen, wat de oprichting betekent van de moderne Bondsstaat Zwitserland.
1 januari 1979
Het kanton Jura scheurt zich af van het kanton Bern, nadat op 24 september 1978 de hiertoe noodzakelijke grondwetswijziging was goedgekeurd. Sindsdien telt Zwitserland 26 kantons.
1994
Het district Laufen wordt door het kanton Bern overgedragen aan het kanton Basel-Landschaft.
1 juli 1996
Vellerat wordt door het kanton Bern overgedragen aan het kanton Jura.